# Corazón flamenco
Corazón flamenco es el segundo álbum de estudio del músico español Paco Montalvo, considerado por la crítica americana como uno de los cuatro mejores violinistas del mundo y el más joven en haber tocado en el Carnegie Hall de Nueva York.
El disco publicado por Maralvo Music Spain el 17 de noviembre de 2017 entra en la lista de los álbumes más vendidos pocas horas después de su lanzamiento logrando la posición número 7 en iTunes y el Top 3 en Amazon.

## Lista de canciones

### CD
1. Volando voy
2. Volver
3. Corazón Loco
4. Tamacún
5. Historia de un Amor
6. Entre dos Aguas
7. Rosa María, a Camarón
8. Hoy
9. Se Me Olvidó Que Te Olvidé
10. Yesterday
11. Bésame Mucho
12. Noches de Bohemia
13. Pero a tu lado
14. Corazón partío
15. Recuerdos de la Alhambra